# Geodena exigua
Geodena exigua là một loài bướm đêm trong họ Geometridae.